# Woodwardia spinulosa
Woodwardia spinulosa là một loài thực vật có mạch trong họ Blechnaceae. Loài này được M. Martens & Galeotti miêu tả khoa học đầu tiên năm 1842.